# Partisans eslovens
Els partisans eslovens (formalment Exèrcit d'Alliberament Nacional i Destacaments Partisans d'Eslovènia) van formar part del moviment de resistència contra el nazisme més efectiu d'Europa liderat pels comunistes revolucionaris iugoslaus durant la Segona Guerra Mundial: els partisans iugoslaus. Atès que una quarta part del territori històric eslovè i aproximadament 327.000 persones d'un total d'1,3 milions d'eslovens van ser sotmesos a la italianització forçada des del final de la Primera Guerra Mundial, l'objectiu del moviment era l'establiment de l'estat eslovè en una federació socialista iugoslava en el període de postguerra.
Eslovènia va estar durant la Segona Guerra Mundial en una situació única a Europa, només Grècia va compartir la seva experiència de ser triseccionada patint l'annexió de la veïna Alemanya nazi, la Itàlia feixista, i l'Estat independent de Croàcia i Hongria. Com que l'existència mateixa de la nació eslovena es va veure amenaçada, el suport eslovè al moviment partisà va ser més sòlid que a Croàcia o Sèrbia. Es va emfasitzar la defensa de la identitat nacional en nomenar les tropes amb el nom d'importants poetes i escriptors eslovens, seguint l'exemple del batalló Ivan Cankar. Els partisans eslovens eren el braç armat del Front d'Alliberament del Poble Eslovè, una organització política de resistència i coalició de partits antifeixistes. El Front d'Alliberament va ser fundat i dirigit pel Partit Comunista de Iugoslàvia, més específicament per la seva branca del Partit Comunista d'Eslovènia.
En ser la primera força militar organitzada en la història dels eslovens, els partisans es van organitzar al principi com a unitats guerrilleres, i més tard com un exèrcit. Els seus oponents eren els ocupants d'Eslovènia i, després de l'estiu del 1942, també les forces eslovenes anticomunistes. Els partisans eslovens eren, majoritàriament, ètnicament homogenis i es comunicaven principalment en eslovè. Aquestes dues característiques han estat considerades vitals per al seu èxit. El seu símbol més característic era la triglavka. Els partisans eslovens, encara que eren part dels partisans iugoslaus, eren operativament autònoms de la resta del moviment, estaven separata geogràficament i la unió completa amb la resta de l'exèrcit partisà no va ocórrer fins després de l'avanç de les forces de Josip Broz Tito fins a Eslovènia el 1944.